# Hedvig Raa Winterhjelm
Hedvig Charlotta Winterhjelm (Stockholm, 20 november 1838 – 7 maart 1907) was een Zweeds, maar eigenlijk Scandinavisch toneelactrice.

## Achtergrond
Charlotte Forsman werd geboren in het gezin van goudsmid Hans Forsman en Lovisa Gustafa Hedberg. Ze was zelf in eerste instantie in 1865 getrouwd met de begaafde toneelspeler Frithiof Raa (geboren Georg Frithiof Andreas Raa, 1840-1872), die in 1872 aan drank en schulden ten onderging.  Twee jaar later huwde ze de Noorse Aftenpostenjournalist Kristian Anastas Winterhjelm. Omstreeks die tijd nam ze haar nieuwe naam aan Hedvig Charlotte Winterhjelm.

## Toneel
Ze was eerst leerlinge van den Zweedse toneelschool (Dramatens elevskola) vanaf 1854 tot 1856. Ze kon vervolgens aan de slag bij het kleine Mindre teatern, alwaar ze van 1860 tot 1863 werkte. Maar ze reisde ook rond en verzorgde optredens in zowel Zweden als Finland. Toen in 1863 het Kungliga Dramatiska Teatern het Mindre theater overnam kon Forsman mee. Ze vreesde echter de concurrentie van sterspeelster Elie Jakobsson-Hwasser en verhuisde naar Helsinki (Finland zat toen onder een Russisch regime, maar sinds 1809 was Zweeds de officiële taal gebleven). Ze ging acteren in het Svenska Teatern in Helsinki. Ze werd daar de leidende actrice van 1866 tot 1872, ze deed dat naast haar partner Raa. Het Zweedse Theater was toen hét theater in Finland.
In 1868 werd ze docente aan de net opgerichte Finse theaterschool, waaraan ze niet alleen les gaf. Ze introduceerde ook Finse spraak op het toneel. De midden en hogere klassen spraken nog steeds voornamelijk Zweeds. Aangezien ook de meeste opleidingen op cultureel gebied in Zweden werden gegeven, spraken de meeste acteurs Zweeds of waren Zweeds. De Finnen waren toen al bezig zich langzaam af te zetten tegen Rusland, zie ook de strijd van bijvoorbeeld Jean Sibelius. Het Fins kwam meer in het gebruik en Raa vond dat in Finland de eigen taal gesproken moest worden. Dat was tegen het zere been en de autoriteiten namen drastische maatregelen; de toneelschool werd gesloten in 1869. Zij antwoordde daarop door haar rol in het Zweedstalige Lea van Aleksis Kivi op het toneel in het Fins uit te spreken. Ze werd daardoor de eerste acteur/actrice die Fins sprak op een Fins podium. Vijfentwintig jaar later in 1894 kreeg ze voor die actie een gouden lauwerkrans. Ze mocht blijven spelen want vervolgens kwamen Ophelia uit Hamlet en later ook Lady Macbeth uit Macbeth in het Fins op het toneel. In Finland is ze dan ook nog steeds bekend als Charlotte Raa.
In 1872 richtte ze een Fins theater op, nadat ze dat al eerder in 1866 voor de Zweden had gedaan. Ze kreeg echter een veto om nog verder rollen in het Fins te vertolken. In dat jaar 1872 kwam haar man te overlijden, die haar met flinke schulden liet zitten. Ze vertrok daarop naar Christiania en nam haar nieuwe voornaam aan. In 1874 huwde ze Winterhjelm, die met haar afsprak dat ze geen langetrermijnverbindtenis zou aangaan. Ze ging voortaan als “speciale gast” door het leven en trad op in Zweden, Noorwegem, Finland en Denemarken. Ze werd een gevierd Henrik Ibsenvertolker, met als uitschieter in 1883 haar rol als mevrouw Alving in Gengångare (Spoken) in de vier hoofdsteden. Na haar actieve carrière gaf ze nog les aan de Högre lärarinneseminariet (Opleiding voor leraren) . De actrices Signe Widell en Julia Håkansson waren leerlingen van haar.
Had ze eerst te maken met vrijheidsdrang van Finnen tegenover de Russen. In Noorwegen kreeg ze te maken met hetzelfde, de Noren stonden tegenover de Zweden. 
- International Standard Name Identifier: 0000 0004 4778 8018
- KulturNav: 86f5a237-50c1-4760-bd22-1e78eaac8208
- LIBRIS: 383383
- Virtual International Authority File: 315537027